# 斯塔 (內布拉斯加州)
斯塔（英語：Star）是位於美國內布拉斯加州霍爾特縣的非建制地區。

## 歷史
斯塔的郵局於1882年設立，其後於1957年停運。

## 地理
斯塔所處的海拔為高於海平面565米（即1854英呎），而該地所採用的時區為UTC-6，即北美中部时区（CST）。同時該地設有夏令時間，為UTC-6調快一小時，即UTC-5（CDT）。